# 熊島 (南極洲)
68°11′S 67°04′W / 68.18°S 67.06°W
熊島是南極洲的島嶼，位於南極半島西岸附近的南大洋海域，長5公里、寬5公里，面積25平方公里，最高點海拔高度385米，島上無人居住，英國、阿根廷和智利在南極條約體系下擱置對該島的領土主權要求。